# 春日山田皇女

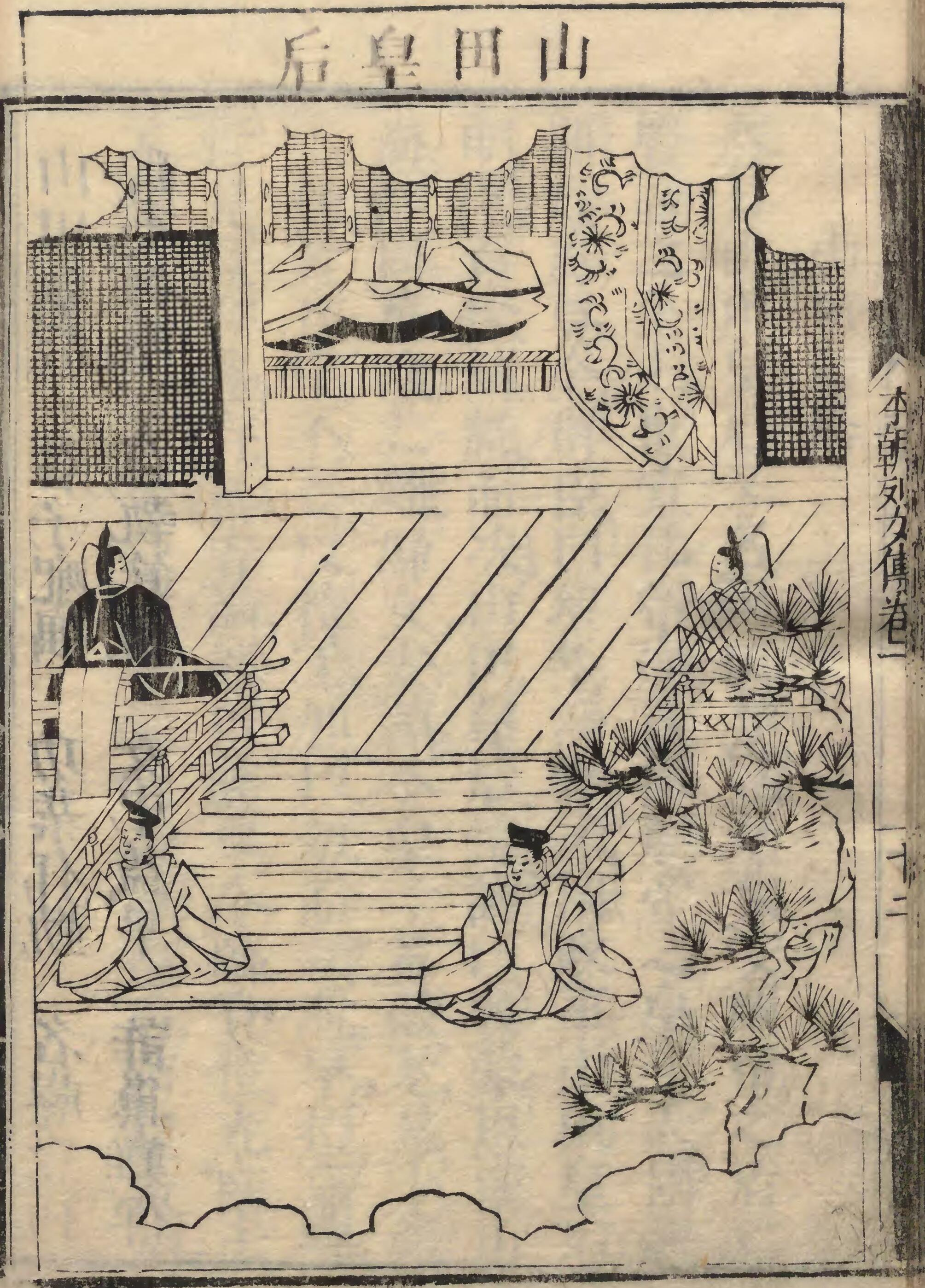
山田皇后

春日山田皇女（かすがのやまだのひめみこ，？-宣化天皇5年12月5日（539年12月30日）之后），《古事記》记作春日山田郎女，為仁贤天皇之女、安闲天皇的皇后，膝下並無子息。
継体天皇七年（513年）9月成为勾大兄皇子（即安闲天皇）妃，安閑天皇元年3月6日（534年4月4日）立后。宣化天皇5年12月5日（539年12月30日）欽明天皇即位，冊封為皇太后。
| 前任： 手白香皇女 | 日本皇后 534年—539年 | 繼任： 橘仲皇女 |